# Juridiction pénale
 (août 2024).
Si vous disposez d'ouvrages ou d'articles de référence ou si vous connaissez des sites web de qualité traitant du thème abordé ici, merci de compléter l'article en donnant les références utiles à sa vérifiabilité et en les liant à la section « Notes et références ».
Une juridiction pénale ou un tribunal pénal est une instance responsable d'entendre les affaires pénales (par opposition aux affaires civiles, administratives, etc.).
Selon les pays, le tribunal pénal peut être un tribunal autonome n'ayant compétence que dans les affaires pénales ou le même tribunal responsable d'entendre d'autres affaires que celles pénales.
La juridiction pénale peut s'opposer, selon les pays, aux juridictions civile, aux juridictions administratives aux juridictions d'exception, etc.

## Canada
Au Canada, les cours supérieures, les cours provinciales et les cours municipales sont généralement les trois tribunaux responsables d'entendre les plaintes pénales en première instance.

## France
En France, il existe trois genres de juridictions pénales : le tribunal de police, le tribunal correctionnel et la cour d'assises. Elles traitent et répriment les infractions, la première étant compétente pour les contraventions, la seconde se chargeant des délits, quand la dernière juge les auteurs de crimes. Il faut y ajouter entre autres la cour d'assises des mineurs, le juge de proximité (lequel n'existe plus) ou encore la Haute Cour (France) qui bénéficient de compétences dérogatoires et spéciales.